# Recta de la Casella
La Recta de la Casella és un tram de la carretera B-124 del terme municipal de Monistrol de Calders, al Moianès.
Està situada a l'entrada del poble des del sud; es tracta d'una recta de 300 metres entre la fita quilomètrica número 32 de la carretera esmentada i la masia del Solà i el Pont del Solà. Es tracta d'una recta de carretera que recorda les d'abans: conserva la renglera de més de trenta plàtans del costat de llevant (els del de ponent foren talats vers els anys vuitanta del segle xx.